# Дипломата
Дипломата или дипломат је назив за особу коју је нека држава овластила, односно поверила јој обављање дипломатских послова било у односу на неку другу државу, било у односу на међународну организацију. Главни задатак дипломате је заступање интереса, односно држављана властите државе пред страним ентитетима, односно промоција информација и пријатељских односа.
Статус дипломата у данашњем међународном праву регулише Бечка конвенција о дипломатским односима из 1961. године.